# Olympische Jugend-Sommerspiele 2014/Teilnehmer (Mexiko)
| Gelbes Symbol für Goldmedaillen mit stilisierten Olympischen Ringen | Graues Symbol für Silbermedaillen mit stilisierten Olympischen Ringen | Braundes Symbol für Bronzemedaillen mit stilisierten Olympischen Ringen |
| ------------------------------------------------------------------- | --------------------------------------------------------------------- | ----------------------------------------------------------------------- |
| —                                                                   | 5                                                                     | 6                                                                       |

Die Jugend-Olympiamannschaft aus Mexiko für die II. Olympischen Jugend-Sommerspiele vom 16. bis 28. August 2014 in Nanjing (Volksrepublik China) bestand aus 77 Athleten.

## Athleten nach Sportarten

### Badminton
| Mädchen - Sabrina Solis Einzel: 9. Platz Mixed: 17. Platz (mit Wolfgang Gnedt Österreich) | Jungen - Luis Ramón Garrido Einzel: 25. Platz Mixed: 25. Platz (mit Kristin Kuuba Estland) |

### Bogenschießen
| Mädchen - Alexa Rivera Einzel: 17. Platz Mixed: 9. Platz (mit Thomas Koenig Frankreich) | Jungen - Luis Tapia Einzel: 9. Platz Mixed: 17. Platz (mit Rosangel Sainz Kuba) |

### Boxen
Jungen
- Segura Zepeda
Leichtgewicht: 5. Platz

### Fechten
Mädchen
- Julieta Toledo
Säbel Einzel: 8. Platz
Mixed: 8. Platz (im Team Amerika 1)

### Fußball
Mädchen
- Bronze
- María Acedo
- Diana Anguiano
- Kelsey Brann
- Dayana Cázares
- Alexia Delgado
- Daniela García
- Vannya García
- Vanesa González
- Paulina Gutiérrez (DNS)
- Montserrat Hernández
- Alma López
- Jimena López
- Marianna Maldonado
- Dulce Martínez
- Kimberly Rodríguez
- Karen Saucedo
- Akemi Yokoyama
- Alejandra Zaragoza

### Gewichtheben
| Mädchen - Janeth Gómez Leichtgewicht: 5. Platz - Ana Durán Schwergewicht: Silber | Jungen - Óscar Rodríguez Federgewicht: 6. Platz - Raúl Manríquez Superschwergewicht: 5. Platz |

### Golf
| Mädchen - María Fassi Einzel: 15. Platz Mixed: 11. Platz | Jungen - Aarón Terrazas Einzel: 22. Platz Mixed: 11. Platz |

### Hockey
Jungen
- 8. Platz
- Iván Arballo
- Irvin Chávez
- José Hernández
- Reymundo Lemus
- Alejandro Méndez
- José Jesús Montano
- Miguel Othón
- Daniel Rangel
- Álex Valdez

### Kanu
Mädchen
- Victoria Morales
Kanu-Einer Sprint: Bronze 
Kanu-Einer Slalom: DNF (1. Lauf)

### Leichtathletik
| Mädchen - Cecilia Tamayo 100 m: 8. Platz 8 × 100 m Mixed: 6. Platz - Paola Morán 400 m Hürden: 9. Platz 8 × 100 m Mixed: 10. Platz - Valeria Ortuño 5 km Gehen: Silber 8 × 100 m Mixed: 58. Platz - Ximena Esquivel Hochsprung: 10. Platz 8 × 100 m Mixed: 18. Platz - María Fernanda Orozco Kugelstoßen: Silber 8 × 100 m Mixed: 63. Platz | Jungen - Noel Chama 10 km Gehen: Bronze 8 × 100 m Mixed: 12. Platz - Alejandro Castillo Kugelstoßen: 9. Platz 8 × 100 m Mixed: 17. Platz |

### Moderner Fünfkampf
| Mädchen - Martha Derrant Einzel: 18. Platz Mixed: 9. Platz (mit Gianluca Micozzi Italien) | Jungen - Ricardo Vera Einzel: 16. Platz Mixed: Silber (mit Anna Zs. Tóth Ungarn) |

### Radsport
- Mixed: 13. Platz

| Mädchen - Dayana García - Brenda Santoyo Kombination: 23. Platz | Jungen - José Rodríguez - Gerardo Ulloa Kombination: 5. Platz |

### Rhythmische Sportgymnastik
Mädchen
- Edna García
Einzel: 14. Platz

### Ringen
Jungen
- Emilio Pérez
Griechisch-römisch bis 42 kg: 5. Platz
- Eduardo García
Freistil bis 100 kg: 7. Platz

### Schießen
| Mädchen - Alejandra Cervantes Luftpistole 10 m: 9. Platz Mixed: 17. Platz (mit Abdul Hadi Abd Malek Malaysia) - Lia Borgo Luftgewehr 10 m: 10. Platz Mixed: 9. Platz (mit Niko Alvian Indonesien) | Jungen - José Valdés Luftgewehr 10 m: 8. Platz Mixed: Silber (mit Fernanda Russo Argentinien) |

### Schwimmen
| Mädchen - Natalia Jaspeado 200 m Freistil: 24. Platz 400 m Freistil: 15. Platz 800 m Freistil: 10. Platz 100 m Schmetterling: 24. Platz 200 m Lagen: 20. Platz - Ayumi Macías 400 m Freistil: 11. Platz 800 m Freistil: 5. Platz | Jungen - Ricardo Vargas 200 m Freistil: 25. Platz 400 m Freistil: 19. Platz 800 m Freistil: 10. Platz 200 m Schmetterling: 10. Platz - Luis Jasso 50 m Brust: 32. Platz 100 m Brust: 23. Platz 200 m Brust: 10. Platz |

### Segeln
Mädchen
- Mariana Aguilar
Windsurfen: 18. Platz
- Paula Pelayo
Byte CII: 13. Platz

### Taekwondo
| Mädchen - Brenda Lua Klasse bis 44 kg: 5. Platz - Mitzi Carrillo Klasse bis 49 kg: Bronze - Ashley Arana Klasse über 63 kg: 5. Platz | Jungen - José Nava Klasse bis 63 kg: Silber |

### Tennis
Mädchen
- Renata Zarazúa
Einzel: 1. Runde
Doppel: 4. Platz (mit Sofia Kenin  Vereinigte Staaten)
Mixed: 1. Runde (mit Justin Roberts  Bahamas)

### Trampolinturnen
| Mädchen - Karina Cantú Einzel: 7. Platz | Jungen - Luis Loria Einzel: 4. Platz |

### Triathlon
| Mädchen - Jessica Romero Einzel: 28. Platz Mixed: 10. Platz (im Team Welt 1) | Jungen - Diego López Einzel: 21. Platz Mixed: 12. Platz (im Team Amerika 4) |

### Turnen
| Mädchen - Stephanie Hernández Einzelmehrkampf: 15. Platz Stufenbarren: 8. Platz Schwebebalken: 7. Platz | Jungen - Patricio Razo Einzelmehrkampf: 38. Platz |

### Wasserspringen
| Mädchen - Alejandra Orozco Kunstspringen: 6. Platz Turmspringen: Bronze Mixed: Gold (mit Daniel Jensen Norwegen) | Jungen - Rodrigo Diego Kunstspringen: Silber Turmspringen: Bronze Mixed: 11. Platz (mit Vivian Barth Schweiz) |